# Julia Simon (biatleet)
Julia Simon (Albertville, 9 oktober 1996) is een Franse biatlete. Ze vertegenwoordigde haar land op de Olympische Winterspelen 2022 in Peking. Daar behaalde ze zilver in de gemengde estafette. Simon is een specialist in de head-to-head onderdelen (achtervolging en massastart).

## Carrière

###### Weg naar de Top
Simon startte met biatlon in 2009. In 2014 won ze goud op de jeugd wereldkampioenschappen biatlon in Presque Isle goud in de estafette en brons in de sprint. Een jaar later won ze op de junioren wereldkampioenschappen in Minsk opnieuw goud in de estafette met de Franse ploeg. Op 14 januari 2017 maakte Simon haar debuut in de wereldbeker met een 44ste plaats in de 7,5 km sprint in Ruhpolding. De volgende dag behaalde ze met een 38ste plaat in de aansluitende 10 km achtervolging haar eerste punten in de wereldbeker. Op 19 januari 2019 won Simon samen met Anaïs Bescond, Justine Braisaz en Anaïs Chevalier-Bouchet haar eerste wereldbeker in teamverband door in Ruhpolding de 4×6 km estafette te winnen.

###### Eerste zeges
Het seizoen 2019/2020 behaalde Simon op 5 december 2019 met een derde plaats in de 20 km individueel haar eerste solo podium in de wereldbeker. Later dat seizoen won ze op 14 maart 2020 in Kontiolahti de 10 km achtervolging, haar eerste zege in de wereldbeker. Ze eindigde het seizoen met een 8ste plaats in de eindstand van de wereldbeker.
Het seizoen 2020/2021 boekte Simon zowel op 17 januari in Ruhpolding als op 23 januari 2021 in Antholz een zege in de 12,5 km massastart. Daardoor eindigde ze als 3de in het klassement voor de massastarts. Verder werd ze dat seizoen 13de in de eindstand van de wereldbeker. In 2021 behaalde zo op de wereldkampioenschappen in Pokljuka goud in de Single gemengde estafette samen met Antonin Guigonnat.
Op de Olympische winterspelen 2022 in Peking won Simon samen met Anaïs Chevalier-Bouchet, Émilien Jacquelin en Quentin Fillon Maillet zilver in de gemengde estafette. Verder behaalde ze op de 12,5 km massastart en de 4×6 km een 6de en op de 10 km achtervolging een 8ste plaats.

###### Eindzege wereldbeker
Het seizoen 2022/2023 won Simon 3 verschillende wereldbekerwedstrijden en behaalde het podium in de helft van de racen op het hoogste niveau. Daardoor veroverde ze de eindzege in de wereldbeker en in de discipline cups voor de achtervolging en de massastart. Simon maakte ten opzichte van vorige seizoenen zowel een grote progressie op de ski's als op de schietbaan. Daarnaast won Simon op de wereldkampioenschappen biatlon 2023 in Oberhof goud in de 10 km achtervolging, haar eerste titel op een individueel onderdeel.

## Resultaten

### Olympische Winterspelen
| Jaar | Plaats | Onderdeel   | Onderdeel | Onderdeel     | Onderdeel  | Onderdeel | Onderdeel          |
| Jaar | Plaats | Individueel | Sprint    | Achtervolging | Massastart | Estafette | Gemengde estafette |
| ---- | ------ | ----------- | --------- | ------------- | ---------- | --------- | ------------------ |
| 2022 | Peking | 21e         | 29e       | 8e            | 6e         | 6e        | ↑                  |

### Wereldkampioenschappen
| Jaar | Plaats     | Onderdeel   | Onderdeel | Onderdeel     | Onderdeel  | Onderdeel | Onderdeel          | Onderdeel                 |
| Jaar | Plaats     | Individueel | Sprint    | Achtervolging | Massastart | Estafette | Gemengde estafette | Single gemengde estafette |
| ---- | ---------- | ----------- | --------- | ------------- | ---------- | --------- | ------------------ | ------------------------- |
| 2019 | Östersund  | 24e         | 61e       | –             | –          | 8e        | 8e                 | 7e                        |
| 2020 | Antholz    | 31e         | 41e       | 35e           | 5e         | 14e       | 7e                 | –                         |
| 2021 | Pokljuka   | DNF         | 28e       | 22e           | 16e        | 8e        | 5e                 | Goud                      |
| 2023 | Oberhof    | 5e          | 10e       | Goud          | Brons      | 4e        | Brons              | –                         |
| 2024 | Nové Město | Brons       | Goud      | Goud          | 4e         | Goud      | Goud               | –                         |

### Wereldkampioenschappen junioren
| Jaar | Plaats  | Onderdeel   | Onderdeel | Onderdeel     | Onderdeel |
| Jaar | Plaats  | Individueel | Sprint    | Achtervolging | Estafette |
| ---- | ------- | ----------- | --------- | ------------- | --------- |
| 2015 | Minsk   | 20e         | 18e       | 7e            | Goud      |
| 2017 | Osrblie | 9e          | 8e        | 5e            | 5e        |

### Wereldbeker
Eindklasseringen
| Seizoen   | Algemeen | Individueel | Sprint | Achtervolging | Massastart |
| --------- | -------- | ----------- | ------ | ------------- | ---------- |
| 2016/2017 | 76e      | –           | 69e    | 73e           | –          |
| 2017/2018 | 67e      | –           | 60e    | 66e           | –          |
| 2018/2019 | 23e      | 23e         | 17e    | 25e           | 24e        |
| 2019/2020 | 8e       | 13e         | 9e     | 8e            | 12e        |
| 2020/2021 | 13e      | 44e         | 19e    | 10e           | Brons      |
| 2021/2022 | 12e      | 8e          | 15e    | 7e            | 8e         |
| 2022/2023 | Goud     | Zilver      | Brons  | Goud          | Goud       |
| 2023/2024 | 5e       | 5e          | 6e     | Zilver        | Zilver     |

Wereldbekerzeges
| Nr.         | Datum            | Plaats      | Onderdeel                 |
| Individueel | Individueel      | Individueel | Individueel               |
| ----------- | ---------------- | ----------- | ------------------------- |
| 1.          | 14 maart 2020    | Kontiolahti | 10 km achtervolging       |
| 2.          | 17 januari 2021  | Oberhof     | 12,5 km massastart        |
| 3.          | 23 januari 2021  | Antholz     | 12,5 km massastart        |
| 4.          | 11 maart 2022    | Otepää      | 7,5 km sprint             |
| 5.          | 4 december 2022  | Kontiolahti | 10 km achtervolging       |
| 6.          | 10 december 2022 | Hochfilzen  | 10 km achtervolging       |
| 7.          | 15 januari 2023  | Ruhpolding  | 12,5 km massastart        |
| 8.          | 6 januari 2024   | Oberhof     | 10 km achtervolging       |
| 9.          | 21 januari 2024  | Antholz     | 12,5 km massastart        |
| Estafettes  |                  |             |                           |
| 1.          | 19 januari 2019  | Ruhpolding  | 4x6 km estafette          |
| 2.          | 25 januari 2020  | Pokljuka    | Gemengde estafette        |
| 3.          | 10 januari 2021  | Oberhof     | Single gemengde estafette |
| 4.          | 5 december 2021  | Östersund   | 4x6 km estafette          |
| 5.          | 14 januari 2022  | Ruhpolding  | 4x6 km estafette          |
| 6.          | 11 december 2022 | Hochfilzen  | 4x6 km estafette          |
| 7.          | 8 januari 2023   | Pokljuka    | Gemengde estafette        |
| 8.          | 22 januari 2023  | Antholz     | 4x6 km estafette          |
| 9.          | 7 januari 2024   | Oberhof     | 4x6 km estafette          |
| 10.         | 10 januari 2024  | Ruhpolding  | 4x6 km estafette          |
| 11.         | 3 maart 2024     | Oslo        | Gemengde estafette        |